# Антиавторитаризъм
Антиавторитаризъм е опозиция на авторитаризма. Това може да е убеждение, практика или движение, като думата се употребява в педагогиката, в смисъла на антиавторитарна педагогика, която отхвърля насилието при възпитанието , практика, която е била по-често срещана преди, а днес се смята за неприемлива, а другата употреба, която е и основна, е в областта на политиката или това е противопоставянето на анторитарните тенденции в управлението, режими или политически убеждения на групи, индивиди или организации. В някои случаи анархистите го използват като синоним на анархизъм, макар че тяхното отхвърляне на авторитаризма и неговите форми е свързано и с отхвърлянето на властта като цяло и убеждението в колективното и синхронно вземане на решения от общностите.
Исторически, обикновено антиавторитарни движения се появяват при наличие на някаква форма на авторитаризъм, в Европа по време и след Втората световна война като опозиция на фашизма, в Източна Европа по време и след комунизма това е опозиция на авторитарния комунизъм .